# Motonáutica

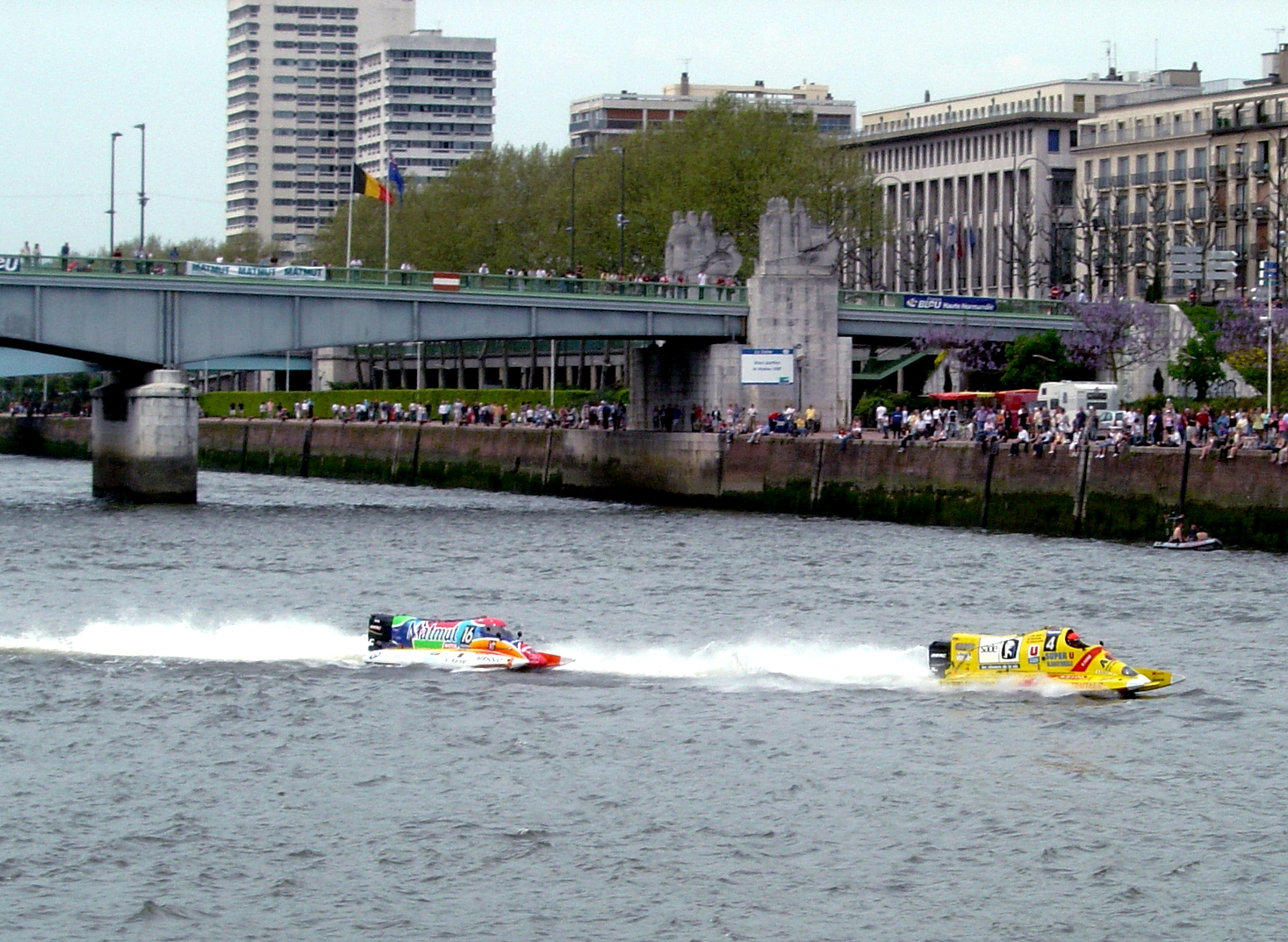
24 horas náuticas de Ruan.

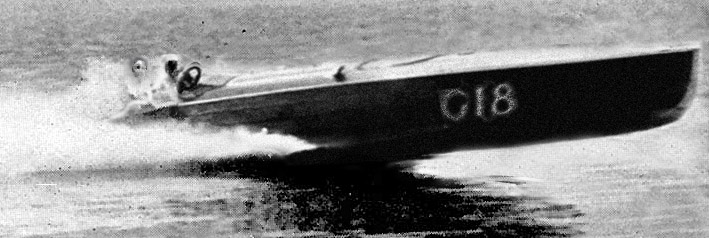
El Hacker-Craft El Lagarto de 1933, quizás la lancha de competición más laureada de la historia de la motonáutica.

La motonáutica es una familia de deportes de competición basada en carreras de lanchas motoras.
Las principales disciplinas de la motonáutica son la velocidad en alta mar, la velocidad en la costa y la resistencia. También se incluyen las carreras de rally y las carreras tipo dragster, para distancias ultracortas. Las diferentes disciplinas están cubiertas por varias federaciones internacionales, tales como la Unión Internacional Motonáutica (UIM), reconocida por el COI, la International Jet Sports Boating Association o la American Power Boat Association.

## Historia
La primera carrera de lanchas a motor se realizó en la balsa Asnières-Courbevoie en 1898. La motonáutica fue un deporte de demostración en los Juegos Olímpicos de 1900 y se incluyó en el programa olímpico de Londres 1908, entregándose tres títulos, dos de ellos a manos de británicos y uno a un francés (categoría open).
En 1917 se desarrolló el primer motor fuera borda, lo que favorecería el desarrollo de la motonáutica.
Gracias a los esfuerzos del irlandés John Ward, en 1922 se creó la Unión Internacional Motonáutica (UIM) en Bruselas. En 1928 se estableció la homologación de los récords de velocidad y en 1938 se celebra el primer campeonato del mundo.

## Competiciones

### Velocidad «inshore»

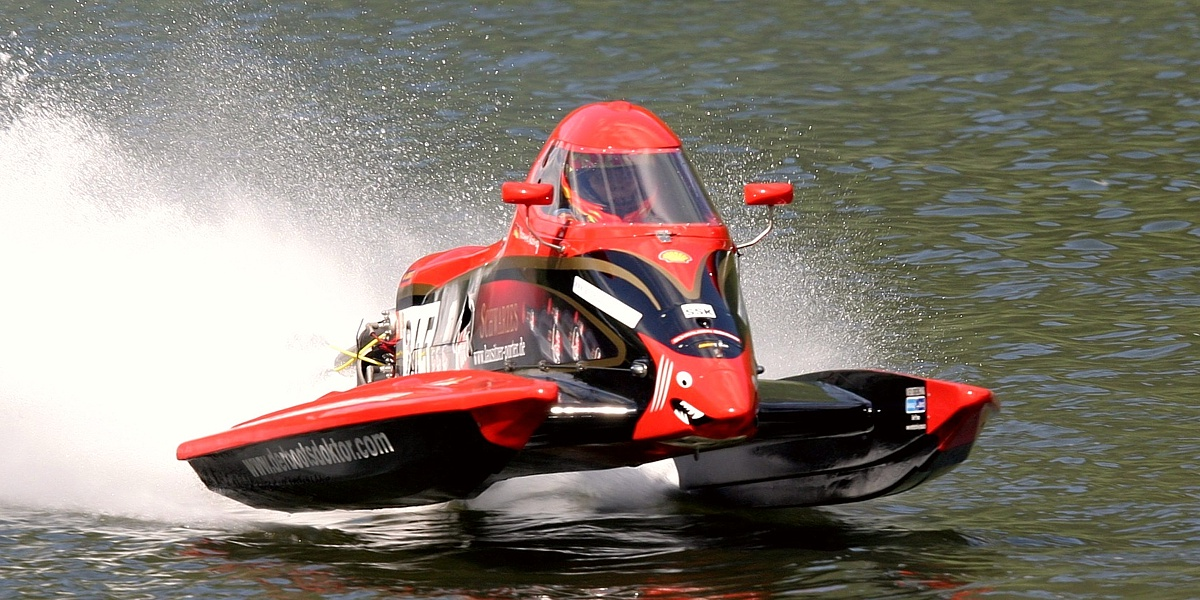
Velocidad costera

La velocidad en la costa se lleva a cabo en lagos y ríos, e incluyen a las carreras de Catamarán F1, las de más alto nivel y equivalentes a las carreras automovilísticas de Fórmula 1. El campeonato del mundo de F1 motonáutico se creó en 1981.

### Velocidad «offshore»

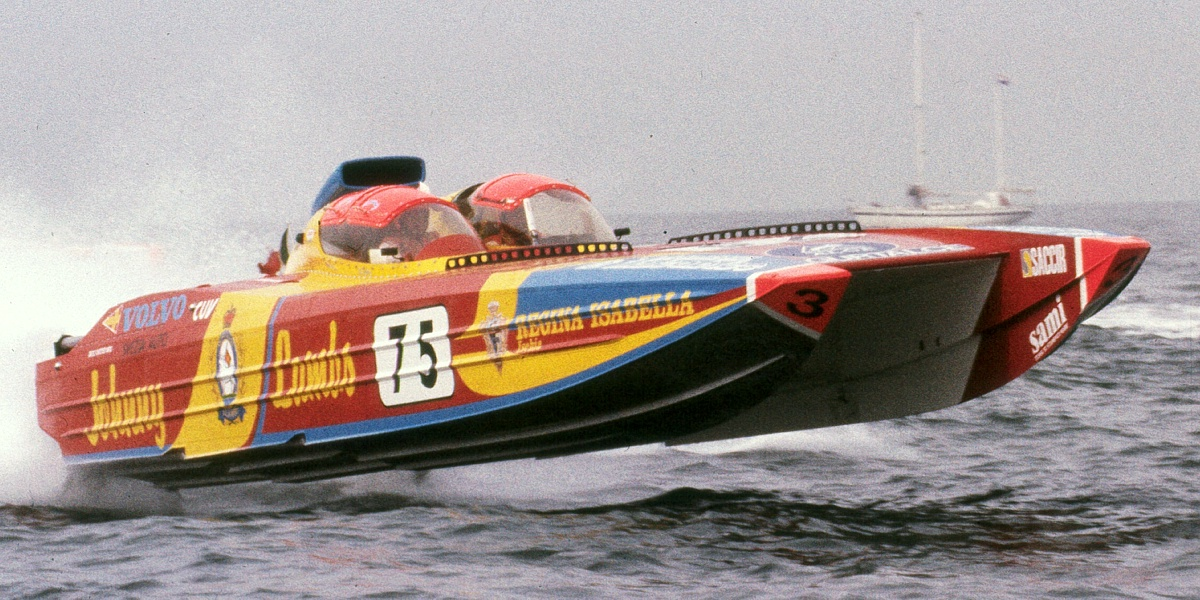
Vitesse offshore

La velocidad en alta mar comprende a los PowerBoat P1, que forman la élite de esta disciplina. El campeonato de 2006 contó con 6 grandes premios: Malta, Italia, Alemania, Mediterráneo (Italia), Gran Bretaña y Portugal.
Carreras de esta disciplina tienen lugar en todo el mundo, incluyendo a los Estados Unidos.

### Resistencia
En esta disciplina destacan las 24 horas motonáuticas de Ruan, que se celebran en mayo en la localidad francesa de Ruan.

### Rally motonáutico
En esta disciplina destaca la Carrera de los Gabares, que se disputa con balsas neumáticas. 

### Carreras de drag boat
Estas carreras se disputan en un cuarto de milla (402 metros) y se alcanzan velocidades de 400 km/h. La federación que se encarga de cubrir este tipo de pruebas es principalmente la americana International Hot Boat Association.